# Piotrków Kujawski
Piotrków Kujawski é um município da Polônia, na voivodia da Cujávia-Pomerânia e no condado de Radziejów. Estende-se por uma área de 9,76 km², com 4 490 habitantes, segundo os censos de 2017, com uma densidade de 460,0 hab/km².